# ジョゼ・ギマラエス
ジョゼ・ギマラエス（Jose Roberto Guimaraes、1954年7月31日 - ）は、ブラジルのバレーボール選手、指導者。

## 来歴
1992年から1996年までブラジルの男子代表監督を務めた。2003年からはブラジル女子代表監督を務めている。就任直後のワールドカップではチームを銀メダルに導き、翌年のアテネ五輪の出場を果たした。2005年にはワールドグランプリ、グラチャンなど参加した全大会でタイトルを獲得。2006年、世界選手権では銀メダルへ導いた。2008年、北京五輪ではブラジル女子を初の金メダルへ導いた。2012年、ロンドン五輪では2大会連続の五輪金メダルへ導いた。2016年に自国開催されたリオデジャネイロ五輪では準々決勝で敗れ、5位だった。2017年、ワールドグランプリでは前年に続き2大会連続の優勝を果たした。2021年、東京五輪では銀メダルへ導いた。2022年、世界選手権で銀メダルを獲得した。
2024年にバレーボール殿堂入り。

## 所属クラブ
- Randi Esporte （1967-1979年）
- Pirelli / of Santo André （1979-1982年）
- Olímpico Blumenau （1982-1983年）
- Clube Atlético Mineiro （1983-1984年）
- Paulistano （1984-1985年）
- Banespa （1985-1986年）
- Transbrasil （1986-1987年）
- ASBAC （1987-1988年）

## 指導者歴
- ブラジル男子ナショナルチーム アシスタントコーチ（1989-1990年）
- São Caetano Vôlei 監督（1989-1992年）
- ブラジル男子ナショナルチーム 監督（1992-1996年）
- EC Banespa 監督（1996-1997年）
- Dayvit 監督（1997-1998年）
- UnG/Sportville（1998-1999年）
- Osasco Voleibol Clube（2001-2005年）
- Unisul Esporte Clube（2005-2006年）
- Robursport Volley Pesaro（2006-2007年）
- フェネルバフチェ（2010-2012年）
- Vôlei Amil/Campinas（2012-2014年）
- Barueri Volleyball Club（2016-2023年）
- トゥルク・ハヴァ・ヨラーリ（2023-）
- ブラジル女子ナショナルチーム 監督（2003-）